# نهر بيك مندريس
نهر بيك مندريس Büyük Menderes River (تاريخيا Maeander أو Meander، من اليونانية القديمة : Μαίανδρος ، Maíandros؛ (بالتركية: Büyük Menderes Irmağı)‏)، هو نهر في جنوب غرب تركيا. يخرج من غرب وسط تركيا بالقرب من «دينار» قبل أن يتدفق غربًا عبر الصدوع الأخدودية في Büyük Menderes حتى يصل إلى بحر إيجه على مقربة من مدينة ميليتوس الإيونية القديمة.
حاليا، وبسبب هذا النهر، صات الكلمة meander تستعمل من أجل الدلالة على تعرج الأنهار عموما، في اللغتين الفرنسية (Méandre) والإنجليزية (Meander) وفي غيرهما.

## الجغرافيا الحديثة
ينبع النهر بالقرب من دينار ويتدفق إلى بحيرة Işıklı. بعد اجتياز سد Adıgüzel وسد Cindere يتدفق النهر عبر نازيللي وأيدين وسوك قبل أن يصب في بحر إيجه.

## الجغرافيا القديمة
كان يُحتفل بهذا النهر في إقليم كاريا في الأناضول. يظهر كذلك في كتالوج أحصنة طروادة في الإلياذة لهوميروس جنبا إلى جنب مع Miletus وMycale.

## مسار النهر

خريطة مصب النهر وتطور صهر خليج ميليتس خلال العصور القديمة.